# 8 tháng 9
Ngày 8 tháng 9 là ngày thứ 251 (252 trong năm nhuận) trong lịch Gregory. Còn 114 ngày trong năm.

## Sự kiện
- 712 – Thái tử Lý Long Cơ tiến hành lễ đăng quang hoàng đế triều Đường, tức Đường Huyền Tông, cha ông là Đường Duệ Tông trở thành thái thượng hoàng.
- 911 – Lưu Thủ Quang lên ngôi hoàng đế, đặt quốc hiệu là Đại Yên, chính thức ly khai khỏi Hậu Lương.
- 1331 – Stephen Uroš IV Dušan tuyên bố là quốc vương của Serbia.
- 1504 – Tác phẩm điêu khắc David của Michelangelo được khánh thành tại Florence, Ý.
- 1831 – William IV và Adelheid đăng cơ làm quốc vương và vương hậu của Vương quốc Liên hiệp Anh và Ireland.
- 1835 – Cuộc nổi dậy Lê Văn Khôi kết thúc khi quân Nguyễn đánh hạ thành Phiên An sau một thời gian tấn công.
- 1921 – Cuộc thi Hoa hậu Mỹ đầu tiên được tổ chức tại thành phố Atlantic, đây là cuộc thi sắc đẹp hiện đại đầu tiên trên thế giới.
- 1941 – Chiến tranh thế giới thứ hai: Quân Đức bắt đầu phong tỏa quân sự thành phố lớn thứ nhì của Liên Xô là Leningrad.
- 1951 – Tại San Francisco, 48 quốc gia ký kết một hiệp ước hòa bình với Nhật Bản, chính thức công nhận kết thúc Chiến tranh Thái Bình Dương.
- 1954 – Tám quốc gia ký kết Hiệp ước phòng thủ tập thể Đông Nam Á tại Manila, hình thành nên Tổ chức Hiệp ước Đông Nam Á (SEATO).
- 1994 – Chuyến bay 427 của USAir gặp tai nạn tại Pennsylvania, Hoa Kỳ khiến toàn bộ 132 người trên máy bay thiệt mạng, dẫn đến cuộc điều tra hàng không quy mô nhất trong lịch sử.
- 2022 – Nữ hoàng Anh Elizabeth II qua đời.

## Sinh
- 685 – Đường Huyền Tông Lý Long Cơ, Hoàng đế thứ 7 hoặc thứ 9 của triều đại nhà Đường (m. 762)
- 1653 – Phúc Toàn, hoàng tử của Thanh Thế Tổ Thuận Trị (m. 1703)
- 1841 – Antonín Dvořák, nhà soạn nhạc người Séc (m. 1904)
- 1855 – Phan Thị Điều, thụy hiệu Từ Minh Huệ Hoàng hậu, phủ thiếp của vua Dục Đức, mẹ sinh của vua Thành Thái (m. 1906).
- 1902 – Vũ Ngọc Phan, nhà văn Việt Nam (m. 1987)
- 1906 – Henriette Bùi Quang Chiêu, nữ bác sĩ y khoa người Việt đầu tiên (m. 2012)
- 1930 – Nguyễn Cao Kỳ, Phó Tổng thống, Thủ tướng Việt Nam Cộng hoà (m. 2011)
- 1933 – Feliza Bursztyn, nhà điêu khắc người Colombia (m. 1982)
- 1934 – Lê Dinh, nhạc sĩ người Việt Nam (m. 2020).
- 1941 – Bernie Sanders, chính trị gia Mỹ
- 1958 – Việt Dzũng, nhạc sĩ (m. 2013)
- 1960 – Aimee Mann, nữ ca sĩ Mỹ
- 1971 – Martin Freeman, nam diễn viên người Anh
- 1979 – Pink, nữ ca sĩ, diễn viên Mỹ
- 1981 – Nguyễn Lê Việt Anh, diễn viên truyền hình Việt Nam
- 1986 – João Moutinho, cầu thủ bóng đá người Bồ Đào Nha
- 1987 – Wiz Khalifa, rapper, ca sĩ, nhạc sĩ, diễn viên người Mỹ
- 1987 – Ray Fisher, nam diễn viên người Mỹ
- 1987 – Marcel Nguyen, vận động viên TDDC người Đức gốc Việt
- 1989 – Avicii, DJ, nhạc sĩ người Thụy Điển (m. 2018)
- 1991 – Park So-dam, nữ diễn viên người Hàn Quốc
- 1993 – Đỗ Hùng Dũng, cầu thủ bóng đá người Việt Nam
- 1994 – Bruno Fernandes, cầu thủ bóng đá người Bồ Đào Nha
- 1997 – Nguyễn Thành Chung, cầu thủ bóng đá người Việt Nam

## Mất
- 846 – Bạch Cư Dị, nhà thơ Trung Quốc thời nhà Đường (s. 772)
- 1968 – Trương Quang Ân, cố Thiếu tướng Quân lực Việt Nam Cộng hòa (s. 1932)
- 2020 – Alfred Riedl, cựu cầu thủ, HLV bóng đá người Áo (s. 1949)
- 2022 – Elizabeth II, Nữ hoàng Anh (s. 1926)

## Những ngày lễ và kỷ niệm
- Ngày lễ kỷ niệm Mẹ Maria theo đức tin Công giáo và Chính thống giáo.
- Ngày Lễ Tạ ơn truyền thống của Mỹ và Canada, được tổ chức lần đầu vào ngày 8 tháng 9 năm 1565.
- Ngày Quốc tế biết Chữ.